# Hôtel de Vogüé (Paris)
Pour les articles homonymes, voir Vogüé (homonymie).
Ne doit pas être confondu avec Hôtel de Vogüé.
L’hôtel de Vogüé est un hôtel particulier d'une superficie de 3 374 m2 implanté dans le  7e arrondissement de Paris, construit au XIXe siècle en style Belle Époque. Il est situé au 18, rue de Martignac sur le côté de la basilique Sainte-Clotilde.

## Histoire

### Construction
Le comte Laurent-Charles-Arthur de Vogüé achète, en 1878, une parcelle de 980 m2 bordant la rue de Martignac et demande à Ernest Sanson d'y construire une demeure. 
Sanson présente ses dessins au printemps 1882 et les travaux commencent en septembre 1882 et le gros œuvre est terminé l’année suivante.

### Occupants
En 1891, cet hôtel devient la propriété de Pierre-Joseph-Augustin de Montaigu et de son  épouse Marie-Louis-Caroline de Wendel, qui en fait dotation à l’État en 1928[réf. souhaitée]. Il accueille dès lors le secrétariat du ministère de la Guerre puis, à compter de 1946, le siège du Commissariat général du Plan, qui deviendra par la suite le Centre d’analyse stratégique, puis le Commissariat général à la stratégie et à la prospective. En 2018, l’Hôtel de Vogüé est mis en vente. Depuis 2021, après d'importants travaux de rénovation, il accueille la Fondation Robert de Sorbon qui dispense dans ces salles les Cours de civilisation française de la Sorbonne. S'y trouve également un salon de thé ("le café Suédois") ouvert au public.

## Architecture

### Architecture extérieure
Fruit de la rencontre entre un amateur avisé et un architecte expérimenté, cet édifice illustre  l’architecture de la deuxième moitié du XIXe siècle. La revue L'Architecture en publie les plans en 1890.
Ernest Sanson qui avait dirigé le vaste chantier du château de Chaumont-sur-Loire pour le prince de Broglie et dressé le bel hôtel d’Arenberg à Paris, trouve ici l’occasion d’affirmer son style. 
Les plans agencent de chaque côté d’une cour d’honneur un corps de bâtiment dans la tradition classique et à l’opposé des écuries tracées selon un dessin incurvé. La façade d’entrée est percée de hautes fenêtres au premier étage et décorée de refends, de mascarons et d’un grand fronton brisé.
Cet édifice est l’un des monuments types représentants de l’architecture Belle Époque.

### Architecture intérieure
La qualité du bâtiment confirma la réputation de l’architecte, d’autant que l’aménagement intérieur bénéficie également de toute son attention. Sanson s’inspira des lambris des hôtels d’Argenson et de Soubise pour aménager d’autres espaces de cette demeure afin de créer des ensembles harmonieux. L’architecte retient l’escalier du Grand Séminaire d’Orléans, érigé sous Louis XV, comme modèle pour réaliser le grand escalier. 

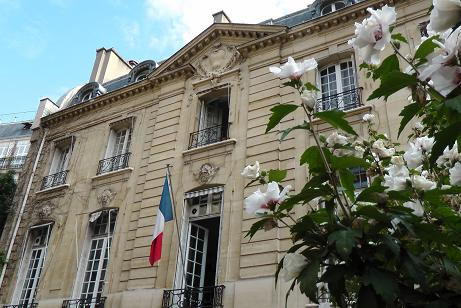
Façade de l’hôtel de Vogüé.
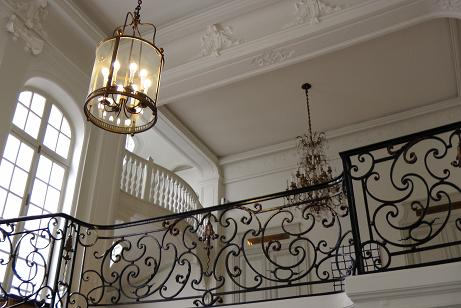
Vue depuis le grand escalier.
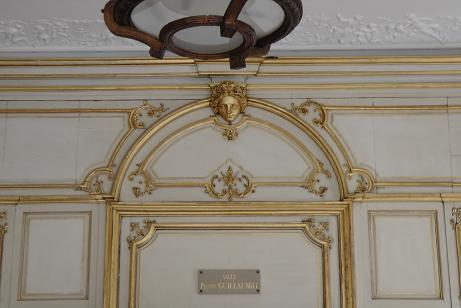
Détail de l’un des salons de réception.
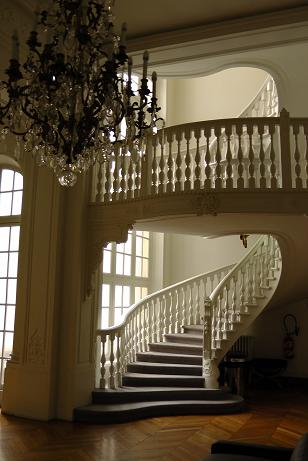
Petit escalier conduisant au deuxième étage.